# Zoo Frankfurt
De Zoologischer Garten Frankfurt am Main of kortweg Zoo Frankfurt is de dierentuin van de Duitse stad Frankfurt am Main. Zoo Frankfurt werd in 1858 geopend en is daarmee na Zoo Berlin de oudste dierentuin van Duitsland. De dierentuin bevindt zich ten oosten van de Frankfurter Innenstadt.

## Geschiedenis
Zoo Frankfurt werd op 8 augustus 1858 op burgerinitiatief geopend als tweede Duitse dierentuin. De dierentuin bevond zich eerst in de wijk Westend en in 1874 vond de verhuizing naar de huidige locatie plaats. Verschillende grote verblijven werden in de loop der jaren aangelegd, zoals een Roofdierenhuis. Tijdens de Tweede Wereldoorlog werd Zoo Frankfurt tijdens de bombardementen op Frankfurt in het voorjaar van 1944 vrijwel volledig verwoest. Na de oorlog volgde onder de toenmalige directeur Bernhard Grzimek de heropbouw van de dierentuin. Vele ruime verblijven en gebouwen werden onder Grzimek aangelegd en gebouwd, zoals het Giraffenhaus (1953), het Exotarium (1957), het Vogelhaus (1961) en het Menschenaffenhaus (1966). Ook in recente jaren gaat de vernieuwing van dierenverblijven in Zoo Frankfurt door met als meest aansprekende voorbeelden de Katzendschungel (2001) voor Aziatische katachtigen en Bonobo-Land (2007) voor mensapen en Afrikaanse apen.

## Beschrijving
Zoo Frankfurt heeft een oppervlakte van circa 11 hectare. Een drietal gebouwen herbergen de meeste diersoorten, waaronder verschillende zeldzame soorten: het Grizimek-Haus, het Exotarium en het Vogelhaus. Het Grizimek-Haus is vernoemd naar de voormalige dierentuindirecteur Bernhard Grizimek en omvat twee delen: een gedeelte met nachtdieren en een gedeelte met voornamelijk dagactieve kleine zoogdieren. Zeldzame soorten als het vingerdier, het grijpstaartstekelvarken, de kowari, de moholigalago, de vetstaartmuismaki, het aardvarken, de gestreepte kiwi, de fossa en de mierenegel zijn in het Grizimek-Haus te bewonderen, naast algemene soorten als tweevingerige luiaard, bruinbehaard gordeldier en nachtaap. De rode brulaap is recent uit de collectie verdwenen. Het Exotarium biedt onderdak aan een groep ezelpinguïns in een gekoeld verblijf en vele verschillende vissen en reptielen. In het Vogelhaus met omliggende volières zijn een groot aantal soorten vogels te zien, waaronder de zeer zelden gehouden schoenbekooievaar en de beide soorten kaalkopkraaien. Andere hoogtepunten in Zoo Frankfurt zijn de Katzendschungel met grote buitenverblijven voor Zuid-Aziatische katachtigen (roestkat, nevelpanter, Sumatraanse tijger, Indische leeuw), het Giraffenhaus met netgiraffen en okapi's en in de toekomst ook Bonobo-Land voor dwergchimpansees en andere apensoorten. Momenteel is er nog een mensapenhuis waar je bonobo's, gorilla's en orang-oetans vindt. Daarnaast is er een apenhuis met onder andere mantelbaviaan en de zeldzame langharige bosduivel. Verder vind je er onder andere soorten als zwarte neushoorn, wilde hond, Goodfellowboomkangoeroe, Brilbeer, zeehond, babiroesa, bongo en kasuaris. Zoo Frankfurt is elke dag open van 9.00 a.m. tot 7.00 p.m.

## Fokprogramma's
Het park neemt deel aan meerdere internationale fokprogramma's en coördineert en beheert de EEP-stamboeken voor de grijze slanke lori, de roestkat, de geelrugduiker en de socorrotreurduif.